# 라디오 북클럽
《라디오 북클럽》은 대한민국의 라디오 채널 MBC 표준FM에서 매주 일요일 아침 6시 5분부터 아침 7시까지 방송되는 책 정보 전문 라디오 프로그램이다.

## 역대 방송시간
| 방송 채널  | 방송 기간                           | 방송 시간                         | 방송 분량 |
| ---------- | ----------------------------------- | --------------------------------- | --------- |
| MBC 표준FM | 2008년 4월 13일 ~ 2013년 3월 24일   | 매주 일요일 아침 7:10 ~ 아침 8:00 | 50분      |
| MBC 표준FM | 2013년 3월 30일 ~ 2013년 8월 31일   | 매주 토요일 아침 6:15 ~ 아침 7:00 | 45분      |
| MBC 표준FM | 2013년 9월 7일 ~ 2014년 11월 15일   | 매주 토요일 아침 7:10 ~ 아침 8:00 | 50분      |
| MBC 표준FM | 2014년 11월 23일 ~ 2015년 11월 15일 | 매주 일요일 아침 6:10 ~ 아침 7:00 | 50분      |
| MBC 표준FM | 2015년 11월 22일 ~ 2017년 6월 25일  | 매주 일요일 아침 6:05 ~ 아침 7:00 | 55분      |
| MBC 표준FM | 2017년 7월 2일 ~ 2018년 10월 7일    | 매주 일요일 아침 8:05 ~ 오전 9:00 | 55분      |
| MBC 표준FM | 2018년 10월 14일 ~ 2019년 9월 29일  | 매주 일요일 오전 11:05 ~ 낮 12:00 | 55분      |
| MBC 표준FM | 2019년 10월 6일 ~ 현재              | 매주 일요일 아침 6:05 ~ 아침 7:00 | 55분      |

## 역대 진행자
- 1대 : 장진 (2008년 4월 13일 ~ 2010년 6월 27일)
- 2대 : 김지은 (2010년 7월 4일 ~ 2012년 12월 9일)
- 3대 : 차미연 (2012년 12월 16일 ~ 2013년 3월 24일)
- 4대 : 방현주 (2013년 3월 30일 ~ 2015년 3월 1일)
- 5대 : 하지은 (2015년 3월 8일 ~ 2015년 11월 15일)
- 6대 : 장원재 (2015년 11월 22일 ~ 2017년 12월 31일)
- 7대 : 정윤수 (2018년 1월 7일 ~ 2018년 10월 7일)
- 8대 : 백영옥 (2018년 10월 14일 ~ 2019년 9월 29일)
- 9대 : 김겨울 (2019년 10월 6일 ~ 2024년 3월 31일)
- 10대 : 김소영 (2024년 4월 7일 ~ 2025년 3월 16일)
- 11대 : 고아성 (2025년 3월 23일 ~ 현재)

## 같이 보기
관련 항목
- 책

방송 프로그램
- 우리말 겨루기 (KBS 교양운영팀 제작)
- 가족오락관, 상상오락관, 옥탑방의 문제아들 (KBS 예능운영팀 제작)
- 동물의 왕국, 동물의 세계, 동물극장 단짝 (KBS 1TV)
- 주주클럽, 슈퍼독, 단짝, 은밀하고 위대한 동물의 사생활, 개는 훌륭하다, 동물은 훌륭하다, 나는 아픈 개와 산다, 펫 비타민 (KBS 2TV)
- 동물일기, 야옹멍멍 귀여워, 세상에 나쁜 개는 없다, 고양이를 부탁해, 아기 동물 귀여워, 펫하트 (EBS 1TV)
- 세계의 비밀 수호대 번개맨 (EBS 2TV)
- 타타와 쿠마 (EBS·5BRICKS 공동 제작)
- 와우! 동물천하, 애니멀즈, 하하랜드, 오래봐도 예쁘다, 2020 추석특집 아이돌 멍멍 선수권대회, 심장이 뛴다 38.5 (MBC TV)
- TV 동물농장, 어쩌다 마주친 그 개, 펫미픽미, 푸바오와 할부지, 생활의 달인, 더솔져스, 검은 양 게임 (SBS TV)
- 마리와 나, 그랜드 부다개스트, 우리집 막내극장 (JTBC)
- 기막힌 동물원, 우리집에 해피가 왔다 (MBN)
- 동고동락, 개먼드라마 파트라슈 (TV조선)
- 대화가 필요한 개냥, 냐옹은 페이크다, 캣츠 앤 독스, 슬기로운 의사생활, 슬기로운 의사생활 시즌2, 해치지 않아, 해치지 않아 X 스우파 (tvN)
- 펫토리얼리스트 (온스타일)
- 이 주의 책 (cpbc FM)
- 개별방송, 식빵 굽는 고양이, 잘살아보시개, 오 마이 펫, 여자친구! 강아지를 부탁해, 펫 닥터스 (skyPetpark)
- 상상고양이 (MBC 에브리원)
- 달려라 댕댕이 (MBC 에브리원, MBC 스포츠플러스 공동 제작)
- 펫츠고! 댕댕트립 (SBS 플러스)
- 소나무의 펫하우스 (SBS M)
- 주말하이킥 이윤석입니다 (MBC 표준FM)
- 개밥 주는 남자, 너는 내 운명, 서민갑부 (채널A)
- 천재! 시무라 동물원 (日 NTV)
- 도그 위스퍼러 (美 NGC채널)
- 지옥에서 온 고양이 (美 애니멀 플래닛)
- 개과천선 아메리카 (영국 채널 4, Sky One)